# 'O marsigliese/'A Giulia
 'O marsigliese/'A Giulia, pubblicato nel 1974, è un singolo del cantante italiano Mario Trevi.

## Storia
Il disco contiene due brani inediti di Mario Trevi. I brani rientrano nei generi cosiddetti di giacca e di cronaca, ritornati in voga a Napoli durante gli anni settanta, che faranno rinascere il genere teatrale della Sceneggiata.

## Tracce
Lato A
- 'O marsigliese (Moxedano-Iglio)

Lato B
- 'A Giulia (Moxedano-Iglio)

## Incisioni
Il singolo fu inciso su 45 giri, con marchio Presence (PLP 5079).
Direzione arrangiamenti: M° Tony Iglio.